# ABOHZIS
ABOHZIS was de gezondheidsclassificatie voor dienstplichtige militairen in Nederland. Alle onderdelen van ABOHZIS (zie onder) werden gekeurd op een schaal van één tot vijf. Eén betekende niets aan de hand, vijf was het slechtst. Als er op een van de onderdelen een vijf werd gescoord, was de dienstplichtige ongeschikt voor dienst.
De letters staan voor:
- Algemeen
- Bovenste ledematen (armen en handen)
- Onderste ledematen (benen en voeten)
- Horen
- Zien
- Intelligentie
- Stabiliteit

Vooral de S5 was bekend bij te keuren dienstplichtigen; met name bij degenen die zich aan de dienstplicht wilden onttrekken. S5 wilde zeggen dat er voor (geestelijke) stabiliteit een vijf was gescoord. Bij veel dienstplichtigen was dit populair. De keurende artsen zagen in dat een volstrekt ongemotiveerd persoon in het leger geen nut had en keurden veel mensen op grond van S5 af. Ook homoseksuelen werden tot 1974 met S5 afgekeurd. Velen hielden hun afkeuring op basis van S5 verborgen, omdat dat betekent dat je een psychische of persoonlijkheidsstoornis hebt, en dit meestal nadelig is bij een sollicitatie.